# Андреа Пінамонті
Андреа Пінамонті (італ. Andrea Pinamonti, нар. 19 травня 1999, Клес) — італійський футболіст, нападник клубу «Інтернаціонале» і молодіжної збірної Італії. На умовах оренди грає за «Сассуоло».

## Клубна кар'єра
Народився 19 травня 1999 року в місті Клес. Вихованець юнацьких команд футбольних клубів «К'єво» та «Інтернаціонале». З сезону 2016/17 залучався до тренувань з основним складом міланців. 8 грудня 2016 року в матчі Ліги Європи дебютував у дорослому футболі поєдинком проти празької «Спарти», вийшовши у стартовому складі і провівши на полі 80 хвилин.
12 лютого 2017 року Пінамонті дебютував у Серії А поєдинком проти «Емполі», вийшовши на заміну на 80-ій хвилині замість Едера. Загалом за два сезони взяв участь у 3 матчах чемпіонату.
17 серпня 2018 року для отримання ігрової практики Андреа був відданий в оренду новачку Серії А «Фрозіноне», за яке відіграв 27 матчів в національному чемпіонаті, забивши 5 голів, але не врятував команду від вильоту.
Влітку 2019 року був орендований клубом «Дженоа», у складі якого відзначився забитим голом у першій же грі сезону 2019/20. Загалом за сезон провів 34 матчі в усіх матчах генуезької команди, забивши 7 голів. Орендна угода передбачала обов'язковий викуп контракту гравця, який було здійснено по завершенні сезону. Утім вже 18 вересня 2020 року було оголошення про досягнення зворотньої угоди між клубами, і гравець повернувся до «Інтера».
Протягом сезону 2020/21 взяв участь у 10 матчах усіх турнірів, після чого влітку 2021 був знову відданий в оренду, цього разу до «Емполі».

## Виступи за збірні
2014 року дебютував у складі юнацької збірної Італії, взяв участь у 55 іграх на юнацькому рівні, відзначившись 20 забитими голами. Він зіграв на чемпіонаті Європи 2016 року серед юнаків до 17 років, де Італія не вийшла з групи, а також на чемпіонаті Європи 2018 року серед юнаків до 19 років, де Італія стала фіналістом турніру.
2019 року з командою до 20 років поїхав на молодіжний чемпіонат світу. На турнірі був капітаном команди і став її найкращим бомбардиром, забивши чотири м'ячі. Його голи дозволили здолати однолітків з Еквадору на груповому етапі та господарів фінальної частини змагання поляків в 1/8 фіналу (в обох випадках матчі завершилися мінімальними перемогами італійців 1:0). Пінамонті також став автором дублю у ворота малійської команди в матчі чвертьфіналу (перемога 4:2). У підсумку італійці сягнули стадії півфіналів, на якій поступилися майбутнім переможцям змагання збірній України.
З 2019 року залучається до складу молодіжної збірної Італії. На молодіжному рівні зіграв у 9 офіційних матчах, забивши 2 голи.

## Статистика виступів

### Статистика клубних виступів
Станом на 25 серпня 2021 року
| Сезон                      | Команда                    | Чемпіонат                  | Чемпіонат | Чемпіонат | Національний кубок | Національний кубок | Національний кубок | Континентальні кубки | Континентальні кубки | Континентальні кубки | Інші змагання | Інші змагання | Інші змагання | Усього | Усього | Усього |
| Сезон                      | Команда                    | Ліга                       | Ігор      | Голів     | Ліга               | Ігор               | Голів              | Ліга                 | Ігор                 | Голів                | Ліга          | Ігор          | Голів         | Ігор   | Голів  |        |
| -------------------------- | -------------------------- | -------------------------- | --------- | --------- | ------------------ | ------------------ | ------------------ | -------------------- | -------------------- | -------------------- | ------------- | ------------- | ------------- | ------ | ------ | ------ |
| 2016–17                    | «Інтернаціонале»           | A                          | 2         | 0         | КІ                 | 0                  | 0                  | ЛЄ                   | 1                    | 0                    | -             | -             | -             | 3      | 0      |        |
| 2017–18                    | «Інтернаціонале»           | A                          | 1         | 0         | КІ                 | 1                  | 0                  | -                    | -                    | -                    | -             | -             | -             | 2      | 0      |        |
| 2018–19                    | «Фрозіноне»                | A                          | 27        | 5         | КІ                 | 0                  | 0                  | -                    | -                    | -                    | -             | -             | -             | 27     | 5      |        |
| 2019–20                    | «Дженоа»                   | A                          | 32        | 5         | КІ                 | 2                  | 2                  | -                    | -                    | -                    | -             | -             | -             | 34     | 7      |        |
| 2020–21                    | «Інтернаціонале»           | A                          | 8         | 1         | КІ                 | 1                  | 0                  | ЛЧ                   | 1                    | 0                    | -             | -             | -             | 10     | 1      |        |
| Усього за «Інтернаціонале» | Усього за «Інтернаціонале» | Усього за «Інтернаціонале» | 11        | 1         |                    | 2                  | 0                  |                      | 2                    | 0                    |               | -             | -             | 15     | 1      |        |
| 2021–22                    | «Емполі»                   | A                          | 36        | 13        | КІ                 | 1                  | 0                  | -                    | -                    | -                    | -             | -             | -             | 37     | 13     |        |
| 2022–23                    | «Сассуоло»                 | A                          | 3         | 1         | КІ                 | 0                  | 0                  | -                    | -                    | -                    | -             | -             | -             | 3      | 1      |        |
| Усього за кар'єру          | Усього за кар'єру          | Усього за кар'єру          | 109       | 25        |                    | 5                  | 2                  |                      | 2                    | 0                    |               | -             | -             | 116    | 27     |        |

### Статистика виступів за збірну
Станом на 25 серпня 2021 року